# Vrahův žold
Vrahův žold je román amerického spisovatele Eda McBaina z roku 1958. Kniha je rozdělena do osmnácti kapitol. Pochází ze série o fiktivním detektivním okrsku – známém jako 87. revír – ve vymyšleném městě Isola. Kniha v ČR vyšla v prvním vydání roku 1993 v překladu Pavla Dominika společně s dalším příběhem série nazvaným Překupník, podruhé ji vydalo nakladatelství BB/art roku 2010 v překladu Ludmily Havlíkové a Tomáše Havlíka.

## Postavy
- Steve Carella – hlavní vyšetřující detektiv tohoto případu
- Cotton Hawes – spoluvyšetřující detektiv
- Sy Kramer – oběť, vyděrač
- Nancy O’Harová – jeho přítelkyně
- Mario Torr – jeden z Kramerových přátel
- Lucy Menckenová – vydíraná manželka politika a bývalá modelka
- Edward Schlesser – vydíraný výrobce limonád
- Jerry Fielding – majitel horské lovecké chaty
- Frank Ruther – další z vydíraných
- John Murphy – další z vydíraných
- Phil Kettering – další z vydíraných
- Joaquim Miller – další z vydíraných
- Danny Gimp – Carellův informátor
- Hal Willis – detektiv
- Bert Kling – detektiv

## Děj románu
Detektivka se odehrává na přelomu června a července 1958. Na ulici je zastřelen puškou přímo do obličeje vyděrač Sy Kramer. Tím, že se jednalo o vyděrače, se okruh podezřelých rozšiřuje – vydíral bývalou modelku Lucy Menckenovou, jejíž fotografie z minulosti by mohly zastavit politickou kariéru jejího manžela, a výrobce limonád Edwarda Schlessera, jehož podnik by ohrozilo zveřejnění, že se v jeho limonádě našla myš. Od obou však Kramer získával v porovnání se svým hlavním nevysvětleným příjmem pouze malé částky. Ze stop vyplývá, že nejvíce zbohatl předchozí rok po návratu z loveckého výjezdu do Adirondackých hor, kde se v lesní chatě zřejmě stala nějaká podstatná věc.
Cotton Hawes sleduje Kramerovy stopy do chaty a od jejího správce Fieldinga se dozví, že v tu dobu tam Kramer pobýval se čtyřmi dalšími lovci: Philem Ketteringem, Joaquimem Millerem, Frankem Rutherem a Johnem Murphym. Carella a Hawes všechny vyslechnou kromě Ketteringa, po kterém se slehla zem. Hawes se vrací do lovecké chaty a s Fieldingem objeví v jezeru potopené Ketteringovo auto, jeho tělo nenajdou, ale Hawes je přesvědčen, že byl zabit jedním z lovců.
Po návratu do Isoly proto napíše trojici podezřelým jako fiktivní vyděrač a čeká v hotelu na příchod pachatele. Ke svému překvapení je zaskočen všemi třemi, kteří mu vypoví, že Ketteringa zastřelili nešťastnou náhodou při lovu, a protože nevěděli čí kulkou, rozhodli se nehodu utajit. Spatřil je u toho ale Kramer a poté, co je nepřestával vydírat o obrovské částky, ho společnými silami zabili. Hawesovi hrozí stejný osud, ale po krátkém souboji a přestřelce se mu podaří muže odzbrojit právě ve chvíli, kdy mu přichází na pomoc Carella.
Teprve podruhé se v sérii objevuje Cotton Hawes, jeho role je poněkud neujasněná – s většinou dívek, jež se v knize objeví, se i vyspí. Zajímavé je, že se v epizodní roli objeví také Ted Boone, jedna z postav předchozí detektivky Koho zvolil vrah, podobně se o předchozím příběhu mluví jako o celkem čerstvé události.